# Edern
Edern é uma comuna francesa na região administrativa da Bretanha, no departamento Finisterra. Estende-se por uma área de 39,98 km². Em 2010 a comuna tinha 2 287 habitantes (densidade: 57,2 hab./km²).